# Leo Engel
Leo Felix Engel (* 12. Juni 1903 in Wien; † 29. Mai 1938 in Butowo-Poligon) war ein jüdischer österreichisch-sowjetischer Chemiker und Lehrer.

## Biografie
Er stammte aus einer wohlhabenden bürgerlichen Familie. Seine Eltern waren der Fabrikant Adolf Engel (1854–1938) und seine Frau Ida (1869–?), geborene Pollak. Er hatte zwei ältere Schwestern: Mitzi Schlesinger und Nelly Deutsch.
Engel studierte an der Universität Wien Physik und Chemie und promovierte 1927. 1929 erhielt er eine Anstellung an der Berliner Universität und veröffentlichte bis 1932 Fachaufsätze mit verschiedenen Kollegen, u. a. mit Ernst David Bergmann. Während letzterer 1933 erst nach London, dann nach Palästina auswanderte, wählte Leo das Exil Sowjetunion. Er und seine Frau Alisa (geborene Weissblut) reisten mit einem Touristenvisum von Intourist im Juli 1933 ein. Die Familie erhielt 1936 die sowjetische Staatsbürgerschaft, Mitglied der KPdSU wurde er nicht. 1935 wurde der Familie eine Tochter geboren.
Er fand Arbeit: zuerst war er für ein Institut des Volkskommissariats für Bildung tätig. Danach arbeitete er bis Ende 1935 am Zentralen Chemischen Laboratorium (heute Karpow-Institut für physikalische Chemie) in Moskau. 1935 empfahl ihn Bronek Rotzeig (1902–1938) als Physik-Lehrer an der Karl-Liebknecht-Schule (Moskau). Dort herrschte Lehrermangel und deswegen akzeptierte man auch Teilzeitkräfte, die noch einer anderen Arbeit nachgingen. Es folgte das Stickstoff-Forschungsinstitut des Volkskommissariats der chemischen Industrie. Dort wurde er im September 1937 wegen angeblich ungenügender Leistungen entlassen.
Leo Engel gehörte im Jahr 1937 zu den dem NKWD mehrfach verdächtigen Gruppen: Ausländer, deutschsprachig, jüdisch, keine proletarische Herkunft. Am 15. Mai 1938 wurde er im Zuge des Großen Terrors während der deutschen Aktion des NKWD verhaftet.

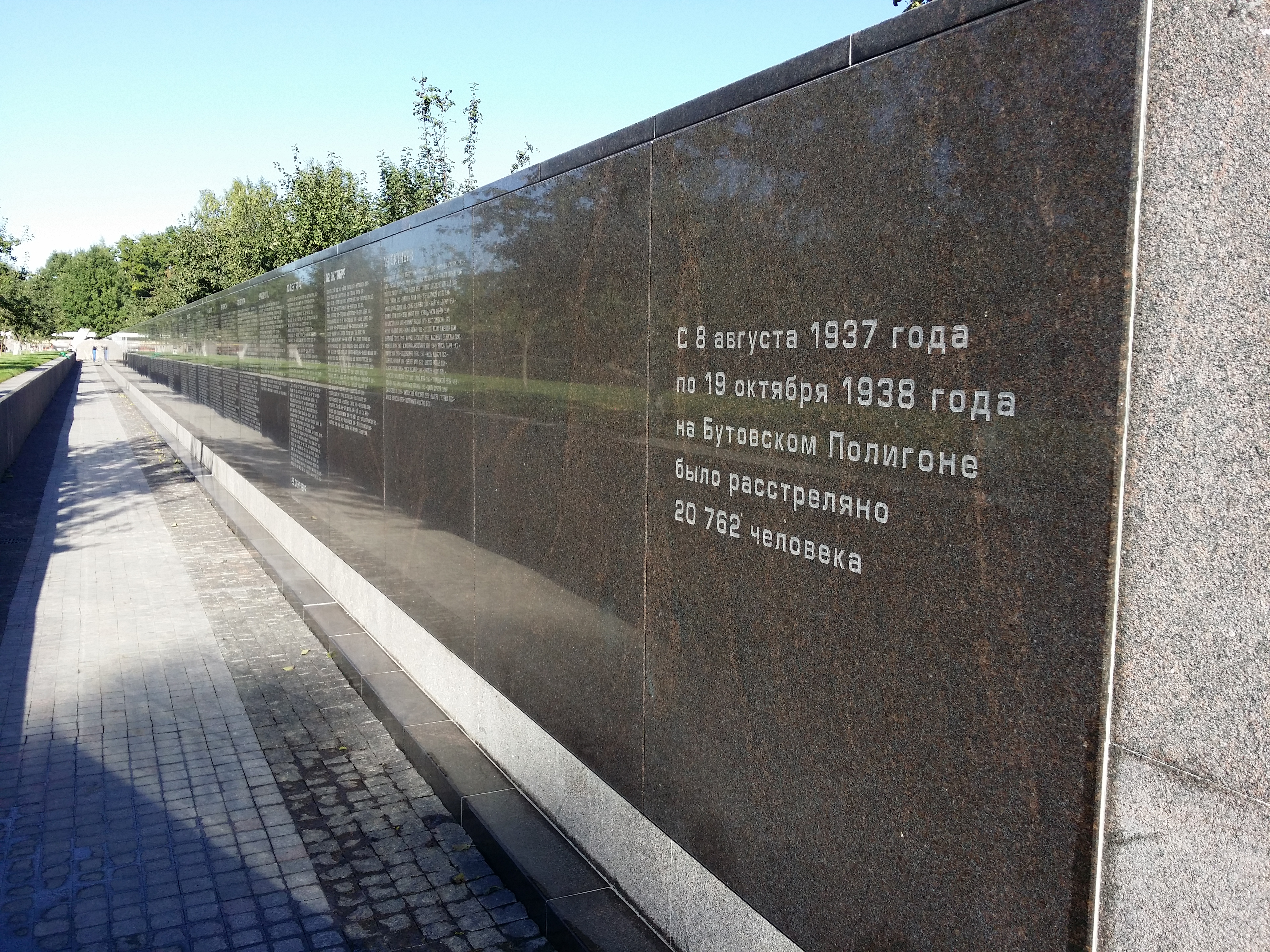
Butowo-Polygon "Garden of Memory" – "Alley of Memory" – symbolische Reproduktion der "Schießlisten" des NKWD 1937–1938

Ein Verhör ist dokumentiert, in dem Leo Engel seine Schwestern und seine Mutter  als Auslandskontakte benannte. Seine Kollegen und Bekannte wären Felix Frankl, der Arzt Peter Weinberger aus Gorki, Hans Hellmann und der Physiker Franz Quittner. Er kannte sie meist schon seit Studienzeiten in Wien.
Ihm wurde vorgeworfen, 1933 von einem Bankbeamten der Deutschen Bank in Berlin als Spion angeworben worden zu sein und auch Papiere in Moskau übergeben zu haben. Die Angeklage war eine Farce, passend für die „zum Terrorinstrument pervertierten sogenannten Sicherheitsorgane und die in deren Dienst stehende Pseudojustiz“. Am 17. Mai wurde er von einer Troika verurteilt, am 29. Mai in Butowo-Poligon hingerichtet.
Seine Frau Alisa wurde auch verhaftet, lebte später in Kasachstan. Die Tochter war als Kind in einem Heim untergebracht und wurde 1994 als Opfer politischer Repression anerkannt. Alisa Engel forschte immer wieder nach dem Verbleib ihres Mannes. Es wurde ihr erst 1955 nach Eingabe an den Obersten Sowjet mitgeteilt, ihr Mann sei 1938 wegen Spionage festgenommen und zu 10 Jahren Lagerhaft ohne Recht auf Korrespondenz verurteilt worden. Im Februar 1956 erhielt sie dann die Information, ihr Mann sei am 27. Dezember 1943 an einer Lungenentzündung im Lager gestorben. Rehabilitiert wurde er am 8. August 1956.

## Veröffentlichungen
- Leo Engel: Versuche an Zirkonoxydsolen und Eisenoxydsolen. Die Bestimmung der Wanderungsgeschwindigkeit von Kolloidionen im elektrischen Felde, Wien 1927 (Diss.)
- Ernst Bergmann, Leo Engel: Energetische Betrachtungen an anorganischen Halogeniden. Eine neue Methode zur Bestimmung von Atomradien. In: Zeitschrift für Physikalische Chemie. 13B, Nr. 1, 1. Juni 1931, ISSN 2196-7156, S. 247–267, doi:10.1515/zpch-1931-1318 (degruyter.com [abgerufen am 15. März 2023]).
- Ernst Bergmann, Leo Engel, Stefan Sándor: Die Dipolmomente einiger organischer Schwefelverbindungen und verwandter Substanzen. In: Zeitschrift für Physikalische Chemie. 10B, Nr. 1, 1. September 1930, ISSN 2196-7156, S. 397–413, doi:10.1515/zpch-1930-1030 (degruyter.com [abgerufen am 16. März 2023]).
- Ernst Bergmann, Leo Engel, Stefan Sándor: Die Dipolmomente der o-Dihalogenbenzole. In: Zeitschrift für Physikalische Chemie. 10B, Nr. 1, 1. September 1930, ISSN 2196-7156, S. 106–120, doi:10.1515/zpch-1930-1009 (degruyter.com [abgerufen am 16. März 2023]).
- Ernst Bergmann, Leo Engel, Hermann Meyer: Dipolmessungen an Substanzen mit doppelten Bindungen. In: Berichte der deutschen chemischen Gesellschaft (A and B Series). Band 65, Nr. 3, 2. März 1932, ISSN 0365-9488, S. 446–457, doi:10.1002/cber.19320650315 (wiley.com [abgerufen am 16. März 2023]).
- Ernst Bergmann, Leo Engel, Stefan Sándor: Die Dipolmomente der o-Dihalogenbenzole. In: Zeitschrift für Physikalische Chemie. 10B, Nr. 1, 1. September 1930, ISSN 2196-7156, S. 106–120, doi:10.1515/zpch-1930-1009 (degruyter.com [abgerufen am 16. März 2023]).
- Ernst Bergmann, Leo Engel, Stefan Sándor: Beiträge zur Kenntnis der doppelten Bindung, II.: Über die räumliche Konfiguration der aromatischen Azokörper. In: Berichte der deutschen chemischen Gesellschaft (A and B Series). Band 63, Nr. 9, 15. Oktober 1930, ISSN 0365-9488, S. 2572–2575, doi:10.1002/cber.19300630932 (wiley.com [abgerufen am 16. März 2023]).